# Rotstock (bergstopp i Schweiz, Valais)
Rotstock är en bergstopp i Schweiz. Den ligger i distriktet Brig och kantonen Valais, i den centrala delen av landet. Toppen på Rotstock är 3 699 meter över havet.
Terrängen runt Rotstock är huvudsakligen mycket bergig. Den högsta punkten i närheten är Geisshorn, 3 740 meter över havet, direkt norr om Rotstock.
Trakten runt Rotstock består i huvudsak av kala bergstoppar och isformationer.